# Miroslav Berger
Miroslav Berger je bývalý český cyklista, jenž se věnoval kolové. V této disciplíně je dvojnásobným mistrem světa. První titul získal v roce 1989 ve dvojici s Miroslavem Kratochvílem, druhý roku 2003 v páru s Jiřím Hrdličkou. Ze světových šampionátů má ještě 5 stříbrných a jednu bronzovou medaili. Tato bilance z něj činí nejúspěšnější českého reprezentanta v kolové po legendárních bratrech Pospíšilech. Zúčastnil se 11 mistrovství světa. V roce 1989 byl vyhlášen Králem cyklistiky. Ve stejném roce se umístil v anketě Sportovec roku na 4. místě. Jeho syn Miroslav Berger mladší se stal také závodníkem v kolové a dokonce soutěžil v české extralize ve dvojici s otcem.